# Разлом
Разломът представлява дизюнктивна форма на плоскостна прекъснатост (нарушение) в целостта на земната кора, по която са се извършили значителни придвижвания.
Двата скални блока, разделени от разломната повърхнина, се наричат крила на разлома. Блокът, разположен над разломната повърхнина, се нарича висящо крило, а този, разположен под нея – лежащо крило. Амплитуда на разлома е относителното преместване на двете крила едно спрямо друго, паралелно на разломната повърхнина. По принцип разломите са предимно праволинейни, поради което се наричат разломни линии. Величината на пропадането на пластовете по разлома може да се колебае от няколко сантиметра до стотици или хиляди метри. По този начин се образува разломен или разседен откос, какъвто е откосът Роджърс в Южна Африка с дължина 2100 km и височина над 400 m. Разломяването може да стане само по единична разломна пукнатина и да се образува обикновен разлом, или по комплекс от успоредни пукнатини в земната кора, когато се образува стъпален или сложен разлом.
Според относителното придвижване на двете крила, разломите се поделят на:
- разседи – относително пропадане на висящото спрямо лежащото крило
- възседи – относително издигане на висящото спрямо лежащото крило (когато повърхнината на разлома е полегата (под 45°), се разглежда като навлак). Те приличат на надхлъзнати, но имат по-рязко очертана разломна плоскост.
- отседи – относително преместване на двете крила в хоризонтално направление, паралелно на посоката на разлома (биват леви отседи и десни отседи)

В природата по-често срещани са комбинациите между отседи и разседи или отседи и възседи (относителните придвижвания по разломната повърхнина са както в хоризонтално, така и във вертикално направление).
Изпъкналата част между два разлома се нарича хорст, а вдлъбнатата – грабен.